# 島根県道204号黒松停車場線
島根県道204号黒松停車場線（しまねけんどう204ごう くろまつていしゃじょうせん）は、島根県江津市を通る一般県道である。

## 概要
江津市黒松町のJR西日本山陰本線 黒松駅から国道9号交点に至る。

### 路線データ
- 起点：江津市黒松町（JR西日本山陰本線 黒松駅前）
- 終点：江津市黒松町（国道9号交点）

## 歴史
- 1958年（昭和33年）6月13日 - 島根県告示第525号により認定される。
- 1972年（昭和47年）頃 - 現行の県道番号に変更される。

## 地理

### 通過する自治体
- 江津市

### 交差する道路
| 交差する道路          | 交差する場所 | 交差する場所 |
| --------------------- | ------------ | ------------ |
| 島根県道237号黒松港線 | 黒松町       |              |
| 国道9号               | 黒松町       | 終点         |

### 交差する鉄道
- 山陰本線

### 沿線
- JR西日本山陰本線 黒松駅
- 黒松海水浴場